# Juan de Urtubia
Juan de Urtubia (fallecido en 1381) fue un escudero real navarro (escudero del Rey en documentos contemporáneos) que lideró primero un contingente de cincuenta hombres de armas en una expedición para recuperar el Reino de Albania entre 1376 y 1377, y más tarde un gran ejército contra Tebas y Beocia, que conquistó en 1379.

## Albania y Acaya
En enero y febrero de 1374, Urtubia fue recompensado con mil florines de oro aragoneses, unos molinos junto al puente de Tudela y la custodia del gran castillo de Rocafort por parte de Carlos II de Navarra por los servicios prestados. En 1375, Urtubia aparece como reclutador de la Compañía navarra en Gascuña. Fue uno de los cuatro capitanes originales del equipo que fue a Albania con Luis de Évreux. Dirigió las societas (subcompañía) individuales más grandes de la compañía, con cincuenta hombres; aparece en el registro de alistamiento del 15 de febrero de 1375 como Johanco durtuvia escudero del Rey ordenado por yr en el dicto biage dalbania e sus eill e en sus governamiento L hombres darmas como parece por un otro mandamiento del Rey.
Tras la exitosa conquista de Durazzo con ayuda navarra, la Compañía desaparece de la vista hasta que Urtubia se encuentra en Morea en abril de 1378, al frente de un centenar de hombres o más al servicio de Nerio I Acciaioli ("Micer Aner" o "Arner"). Urtubia rápidamente entró en acuerdos con los caballeros hospitalarios bajo Juan Fernández de Heredia y su lugarteniente, Gaucher de la Bastide, un gascón a quien Urtubia pudo haber conocido originalmente en Gascuña unos años antes. Bastide negoció con Urtubia y otro capitán navarro, Mahiot de Coquerel, líder de una banda de cincuenta, sus servicios mercenarios.

## Conquista de Beocia
Cuando Urtubia invadió Beocia, que formaba parte del Ducado de Atenas, entonces posesión de otra compañía mercenaria ibérica, la Gran Compañía catalana, en la primavera o principios del verano de 1379, su ejército probablemente contaba con mucho más de cien, posiblemente más de doscientos, lo que habría sido un conjunto considerable en una época "en la que no se conocían grandes ejércitos organizados y, a menudo, una banda de aventureros determinaba el destino de un país que no estaba preparado para la guerra". No se sabe por qué exactamente Urtubia atacó Tebas, pero probablemente fue por saqueo y poder, o por mera aventura. Las tropas con las que Urtubia hizo su invasión eran un remanente de la Compañía navarra que había tomado Durazzo, pero no el remanente que había conservado la estructura de la Compañía, sino más bien una especie de escisión compuesta principalmente por el complemento navarro de la Compañía, pero también compuesto por gascones, italianos, griegos y catalanes descontentos.
Después de cruzar el territorio de su antiguo empleador, Nerio Acciaioli, Urtubia se dirigió a Tebas, la capital de Atenas y la principal ciudad de Beocia. Era una joya estratégica que controlaba las comunicaciones entre Atenas en el sur y el Ducado de Neopatria en el norte, otra posesión catalana. Con el apoyo de Nicolás III dalle Carceri, duque de Naxos a su derecha y Nerio protegiendo su retaguardia, Urtubia estuvo seguro para sitiar Tebas durante mucho tiempo. También desde el norte, Francisco Zorzi, el margrave de Bodonitsa, prestó ayuda contra sus señores, los catalanes. La República de Venecia, que podría haber intervenido para detener al menos las propuestas de Dalle Carceri, estaba demasiado involucrada en la guerra de Chioggia para ayudar a la vulnerable Tebas. Dentro de Tebas, también, los catalanes descontentos (en su mayoría los que habían apoyado a Federico III de Sicilia contra Pedro de Aragón en una guerra civil anterior), así como la mayoría de los griegos y el arzobispo Simón Atumano, prestaron apoyo tácito a los sitiadores. Finalmente, Nerio Acciaioli también prestó ayuda a Urtubia con la esperanza de que también conquistara Atenas.
Galcerán de Peralta, el capitán catalán, castellano y veguer de Atenas, sin embargo, se lanzó a la defensa de Tebas, pero fue capturado fuera de sus murallas en la batalla. Todavía estaba preso un año después, pero, a petición de Pedro IV de Aragón, duque de Atenas, el maestre hospitalario Heredia consiguió su liberación. La ciudad de Tebas finalmente cayó ante Urtubia en mayo o junio de 1379.

## Después de Tebas
Tras el fracaso de Galcerán, Luis Fadrique, vicario del ducado, atacó a Urtubia en 1380, pero éste, con la ayuda de los hospitalarios, lo repelió. Fadrique se negó a hacer las paces con Urtubia, pero los hospitalarios lo constriñeron con amenazas de guerra apenas veladas por parte de los navarros.
Después de la caída de Tebas, los navarros al mando de Urtubia conquistaron también Lebadea en 1381. Urtubia, sin embargo, desaparece del registro a fines del otoño de 1381 y esto se ha tomado como una indicación de su muerte. Cuando la Compañía firmó un tratado con Venecia el 2 de enero de 1382, Urtubia no estaba entre los firmantes. Con su conquista de Tebas, sin embargo, dejó su huella en la historia de los catalanes en Grecia: la cual puso fin rápidamente.